# Lopo Cancela de Abreu
Lopo de Carvalho Cancella de Abreu GCIH • ComM (Guarda, 15 de dezembro de 1913 — Cascais, Parede, 20 de outubro de 1990) foi um médico e cientista português de nomeada.

## Biografia
Filho único de Armando Cancella de Matos de Abreu e de sua mulher Branca Adelaide Patrício de Carvalho, irmã de Fausto Patrício Lopo de Carvalho.
Doutorou-se em Medicina pela Faculdade de Medicina da Universidade de Lisboa, tendo-se especializado em Pneumotisiologia em Roma. Foi membro de várias instituições científicas e publicou numerosos trabalhos, nomeadamente a sua tese de doutoramento sobre a «Suberose», doença provocada pelo contacto das partículas da cortiça com as vias respiratórias, referida mundialmente pela primeira vez, e que lhe valeu 4 prémios, entre os quais o Grande Prémio Internacional de Medicina do Trabalho, outorgado em Nova Iorque durante o XII Congresso INternacional da especialidade. Considerado internacionalmente como um grande especialista em tuberculose e em medicina do trabalho, fundou a Clínica Hélio-Marítima, na Parede, sendo depois Director do Instituto de Assistência Nacional aos Tuberculosos (IANT), entre 1961 e 1968.
Casou em Lisboa, São Mamede, a 7 de Outubro de 1942 com Maria Emília de Andrada Roque de Pinho (Lisboa, 17 de Agosto de 1920 - Anadia, 1 de Setembro de 1998), neta paterna do 1.º Barão de Alto Mearim e 1.º Conde de Alto Mearim, bisneta do 1.º Visconde de Rio Vez, sobrinha-bisneta do 1.º Visconde de Sistelo e neta materna do 1.º Barão de Aguiar de Andrada, com geração.
Dado o notável trabalho que realizou à frente do IANT, foi chamado para desempenhar o cargo de Ministro da Sáude e Assistência do primeiro governo de Marcello Caetano, entre Setembro de 1968 e Janeiro de 1970. Foi, depois, deputado à Assembleia Nacional, entre 1970 e 1974, tendo presidido à Comissão de Negócios Estrangeiros.
Na área da gestão empresarial, foi administrador de várias sociedades, de que se destaca a presidência do Amoníaco Português. Profundo conhecedor de vinhos - chegou a ser júri (enquanto cliente exigente) de concursos nacionais e mundiais de escanções - e gastronomia, tornou-se também conhecido por ser um grande especialista em medalhística. Colaborou regularmente em vários jornais e revistas, sendo de destacar as crónicas gastronómicas que escreveu sobre restaurantes.
Foi agraciado com a Grã-Cruz da Ordem do Infante D. Henrique, a 14 de Fevereiro de 1970, e foi feito Comendador da Ordem do Mérito, a 11 de Fevereiro de 1984.